# Belesar (Chantada)
Belesar (llamada oficialmente San Bartolomeu de Belesar) es una parroquia y una aldea española del municipio de Chantada, en la provincia de Lugo, Galicia. Tanto la parroquia como la aldea se encuentran enclavadas en plena Ribeira Sacra, al sur de la provincia, siendo atravesada la aldea por las aguas del río Miño que la parte en dos, situándose en la margen este la aldea homónima pero perteneciente al municipio Saviñao, que es además la más grande y en la que se encuentran las principales dotaciones, como un embarcadero y varios restaurantes y en la margen oeste la perteneciente a Chantada. 

## Organización territorial
La parroquia está formada por dos entidades de población:
- A Ermida
- Belesar

## Demografía

### Parroquia
| Gráfica de evolución demográfica de Belesar (parroquia) entre 2000 y 2022 |
|                                                                           |
| Datos según el nomenclátor publicado por el INE.                          |

### Aldea
| Gráfica de evolución demográfica de Belesar (aldea) entre 2000 y 2022 |
|                                                                       |
| Datos según el nomenclátor publicado por el INE.                      |